# Bahama (Carolina del Norte)
Bahama es una  área no incorporada ubicada del condado de Durham en el estado estadounidense de Carolina del Norte.